# 사상도서관
사상도서관은 부산광역시 사상구 덕포동 소재의 도서관이다.

## 연혁
- 2009.12. 어린이도서관(별관) 준공 및 개관
- 2009.11. 사상도서관 홈페이지 웹접근성 준수 개편
- 2009.05. 어린이도서관 공사 착공
- 2008.12. 어린이도서관 실시설계 용역
- 2008.08. 어린이도서관 건립세부계획 수립
- 2008.07. 홈페이지 개편
- 2007.11. 토요체험 우수기관 선정 (부산시 교육청)
- 2003.03. 도서관 개관
- 2003.02. 도서관 관리 및 운영조례제정
- 2002.11. 도서관 건물 준공
- 2001.11. 도서관 건물 착공

## 시설현황
본관
별관

## 이용 안내
이용 시간
- 멀티미디어실: 화 ~ 토 09:00 ~ 18:00 / 일요일 09:00 ~ 17:00
- 종합자료실: 화 ~ 금 09:00 ~ 22:00 / 토요일 09:00 ~ 18:00 / 일요일 09:00 ~ 17:00
- 어린이도서관: 화 ~ 금 09:00 ~ 20:00 / 토요일 09:00 ~ 18:00 / 일요일 09:00 ~ 17:00
- 열람실: 화 ~ 일 07:00 ~ 23:00